# Lleis de Grassmann
|  | No s'ha de confondre amb Llei de Grassmann. |

Les lleis de Grassman van ser enunciades el 1853 pel físic alemany Hermann Grassman, que va sistematitzar aquestes quatre lleis:

## Lleis

### 1a llei: Llei de la proporcionalitat
Qualsevol color es pot expressar com la mescla de tres llums acolorides (vermella, verda i blava) anomenades primàries. La combinació total (al seu màxim nivell de saturació) d'aquests tres llums dona lloc a la llum blanca. Això suposa una mescla additiva.
Si C1 = C₂ llavors kC1 = kC₂

### 2a Llei: Llei de l'additivitat
La luminància d'una mescla de colors és igual a la suma de les luminàncies dels seus components. Això suposa una mescla substractiva que suposa que en barrejar pigments la mescla es va enfosquint cada vegada més fins que es produeix una absència de color: el negre.
Lum(C)= Lum(R) + Lum(G) + Lum(B)

### 3a Llei: Llei de la trivariància visual
L'ull humà no pot resoldre els components d'una mescla de colors, el que veu és el resultat final.
C = {\displaystyle \alpha }(R) + β(G) + ɣ(B)
Les radiacions que produeixen iguals sensacions de matís, saturació i lluminositat, tenint diferent distribució espectral, es denominen radiacions cromàticament equivalents. Els colors cromàticament equivalents a un monocromàtic donat, s'anomenen colors metàmers i la característica de la visió humana que fa que dos llums de composició espectral diferent produeixin idèntica sensació es coneix amb el nom de metamerisme.

### 4a llei: Llei de la luminància
Cada color del cercle cromàtic té el seu equivalent en l'escala de grisos, ja que aquesta és l'escala o gamma més àmplia que hi ha que va des del blanc pur al negre pur. Per exemple, quan veiem una fotografia en blanc i negre o una imatge en moviment.
C₃ = C1 + C₂ si (R1+R₂)(R)+(G1+G₂)(G)+(B1+B₂)(B)